# 3311 Podobed
A 3311 Podobed (ideiglenes jelöléssel 1976 QM1) a Naprendszer kisbolygóövében található aszteroida. Nyikolaj Sztyepanovics Csernih fedezte fel 1976. augusztus 26-án.